# جزم ثلاثي الخطوط
جزم ثلاثي الخطوط (الاسم العلمي: Carpodacus trifasciatus) (بالإنجليزية: Three-banded Rosefinch)‏ هو نوع من الطيور يتبع جنس الجزم من فصيلة الشرشوريات.